# Jugoslavija na Svetovnem prvenstvu v hokeju na ledu 1987
Jugoslavija je na Svetovnem prvenstvu v hokeju na ledu 1987 C, ki je potekalo med 20. in 29. marcem 1987 na Danskem, s tremi zmagami in štirimi remiji osvojila četrto mesto.

## Postava
- Vratarji: Domine Lomovšek, ?
- Branilci: Igor Beribak, Jože Kovač, ?
- Napadalci: Marjan Gorenc, Mustafa Bešić, ?

## Tekme
| 20. marec 1987 | Jugoslavija | 6–2 | Madžarska | København |

| Poročilo tekme | Poročilo tekme | Poročilo tekme | Poročilo tekme | Poročilo tekme |
| -------------- | -------------- | -------------- | -------------- | -------------- |
|                |                | (2:1,2:0,2:1)  |                |                |

| 21. marec 1987 | Jugoslavija | 8–2 | Severna Koreja | København |

| Poročilo tekme | Poročilo tekme | Poročilo tekme | Poročilo tekme | Poročilo tekme |
| -------------- | -------------- | -------------- | -------------- | -------------- |
|                |                | (2:1,4:1,2:0)  |                |                |

| 23. marec 1987 | Danska | 6–6 | Jugoslavija | København |

| Poročilo tekme | Poročilo tekme | Poročilo tekme | Poročilo tekme | Poročilo tekme |
| -------------- | -------------- | -------------- | -------------- | -------------- |
|                |                | (0:2,3:2,3:2)  |                |                |

| 25. marec 1987 | Jugoslavija | 3–3 | Bolgarija | København |

| Poročilo tekme | Poročilo tekme | Poročilo tekme | Poročilo tekme | Poročilo tekme |
| -------------- | -------------- | -------------- | -------------- | -------------- |
|                |                | (1:0,1:1,1:2)  |                |                |

| 25. marec 1987 | Japonska | 5–5 | Jugoslavija | København |

| Poročilo tekme | Poročilo tekme | Poročilo tekme | Poročilo tekme | Poročilo tekme |
| -------------- | -------------- | -------------- | -------------- | -------------- |
|                |                | (2:1,3:3,0:1)  |                |                |

| 28. marec 1987 | Jugoslavija | 28–1 | Belgija | København |

| Poročilo tekme | Poročilo tekme | Poročilo tekme  | Poročilo tekme | Poročilo tekme |
| -------------- | -------------- | --------------- | -------------- | -------------- |
|                |                | (7:0,11:0,10:1) |                |                |

| 29. marec 1987 | Jugoslavija | 4–4 | Romunija | København |

| Poročilo tekme | Poročilo tekme | Poročilo tekme | Poročilo tekme | Poročilo tekme |
| -------------- | -------------- | -------------- | -------------- | -------------- |
|                |                | (1:1,2:2,1:1)  |                |                |